# Emil Lowig
Emil Lowig (* 18. Februar 1902 in Würzburg; † nach 1967) war ein deutscher Hochschullehrer für Acker- und Pflanzenbau sowie Rektor der Landwirtschaftlichen Hochschule Hohenheim.

## Leben und Wirken
Lowig studierte Landwirtschaft und promovierte 1928 an der Universität Bonn zum Dr. agr. Nach seiner Habilitation mit Venia legendi in Acker- und Pflanzenbau war er 1936 Privatdozent an der Universität Bonn. Im Jahr 1937 trat er als Privatdozent in die Universität Leipzig ein. Den Ruf als Ordinarius auf den Hohenheimer Lehrstuhl für Acker- und Pflanzenbau nahm er 1938 an. Im Jahr 1945 übernahm er für einige Monate zusätzlich die Position des Rektors der Hochschule. Im Jahr 1967 wurde er emeritiert. 

## Schriften
- Beiträge zur Sterilitätsfragen unter besonderer Berücksichtigung einiger „guter Arten“ wie Secale montanum Gussone und verschiedener Iris, Bonn, 1928
- Die Sterilitätserscheinungen bei den höheren Pflanzen und ihre Bedeutung für den gärtnerischen Pflanzenbau und die Pflanzenzucht, Neumann, 1931
- Was tun bei Futtermangel?, Stuttgart Körner, 1941
- Kohlrübensamenbau in Württemberg, Hohenheim, 1944
- Es geht um das Saatgut, Stuttgart, Stähle und Friedel, 1965